# Lista över slott och herrgårdar i Dalarna
I denna artikel listas slott och herrgårdar i Dalarna. Detta landskap var näringsmässigt uppdelat mellan en övre och en nedre del, där den nedre delen präglades av gruv- och smidesnäringarna i Bergslagen, med en mängd bruk med vidhängande herrgårdar. Den övre delen av landskapet saknade denna koppling, och där var i princip nästan alla småbönder. Därför är artikelns listade herrgårdar från den södra halvan av landskapet.

## Slott och borgar
| Bild | Namn     | Typ        | Kommun   | Läge                                          | BBR id |
| ---- | -------- | ---------- | -------- | --------------------------------------------- | ------ |
|      | Borganäs | slottsruin | Borlänge | 60°29′49″N 15°27′02″Ö / 60.49689°N 15.45062°Ö |        |

## Herrgårdar
| Bild | Namn                         | Typ                                  | Kommun       | Läge                                            | BBR id |
| ---- | ---------------------------- | ------------------------------------ | ------------ | ----------------------------------------------- | ------ |
|      | Strömsnäs herrgård           | herrgård                             | Avesta       | 60°08′58″N 16°10′06″Ö / 60.14938°N 16.16841°Ö   |        |
|      | Fredriksberg                 | herrgård                             | Ludvika      | 60°08′16″N 14°23′44″Ö / 60.13764°N 14.39569°Ö   |        |
|      | Furudal                      | herrgård                             | Rättvik      | 61°11′44″N 15°10′26″Ö / 61.19547°N 15.17392°Ö   |        |
|      | Garpenberg                   | herrgård                             | Hedemora     | 60°16′59″N 16°12′12″Ö / 60.28319°N 16.20327°Ö   |        |
|      | Grycksbo                     | herrgård                             | Falun        | 60°40′50″N 15°28′56″Ö / 60.68052°N 15.48224°Ö   |        |
|      | Grängshammar                 | herrgård                             | Borlänge     | 60°21′26″N 15°29′57″Ö / 60.35713°N 15.49908°Ö   |        |
|      | Isaksbo                      | herrgård                             | Avesta       | 60°08′00″N 16°13′21″Ö / 60.13326°N 16.22249°Ö   |        |
|      | Kloster                      | herrgård                             | Hedemora     | 60°22′16″N 16°09′46″Ö / 60.37111°N 16.16278°Ö   |        |
|      | Ludvika herrgård             | herrgård                             | Ludvika      | 60°09′16″N 15°11′17″Ö / 60.15444°N 15.18808°Ö   |        |
|      | Malingsbo                    | herrgård                             | Smedjebacken | 59°55′38″N 15°26′12″Ö / 59.92726°N 15.43680°Ö   |        |
|      | Gamla herrgården, Norns bruk | herrgård (numera enbart flygel kvar) | Hedemora     | 60°13′15″N 15°46′39″Ö / 60.220833°N 15.777417°Ö |        |
|      | Nya herrgården, Norns bruk   | herrgård                             | Hedemora     | 60°13′17″N 15°46′59″Ö / 60.22149°N 15.78294°Ö   |        |
|      | Näs kungsgård                | herrgård                             | Hedemora     | 60°22′36″N 16°03′16″Ö / 60.37664°N 16.05444°Ö   |        |
|      | Ornässtugan                  | herrgård                             | Borlänge     | 60°30′32″N 15°33′04″Ö / 60.50883°N 15.55098°Ö   |        |
|      | Rankhyttan                   | herrgård                             | Falun        | 60°28′32″N 15°43′14″Ö / 60.47554°N 15.72064°Ö   |        |
|      | Schisshyttan                 | herrgård                             | Smedjebacken | 60°13′15″N 15°16′29″Ö / 60.22086°N 15.27459°Ö   |        |
|      | Stjärnsunds herrgård         | herrgård                             | Hedemora     | 60°25′56″N 16°12′47″Ö / 60.43236°N 16.21299°Ö   |        |
|      | Stämshöjen                   | herrgård                             | Falun        | 60°36′37″N 15°46′32″Ö / 60.61029°N 15.77555°Ö   |        |
|      | Svedens gård                 | herrgård                             | Falun        | 60°36′44″N 15°43′32″Ö / 60.61229°N 15.72562°Ö   |        |
|      | Vikmanshyttan                | herrgård                             | Hedemora     | 60°17′32″N 15°49′14″Ö / 60.29220°N 15.82067°Ö   |        |